# Telescopio Dobson

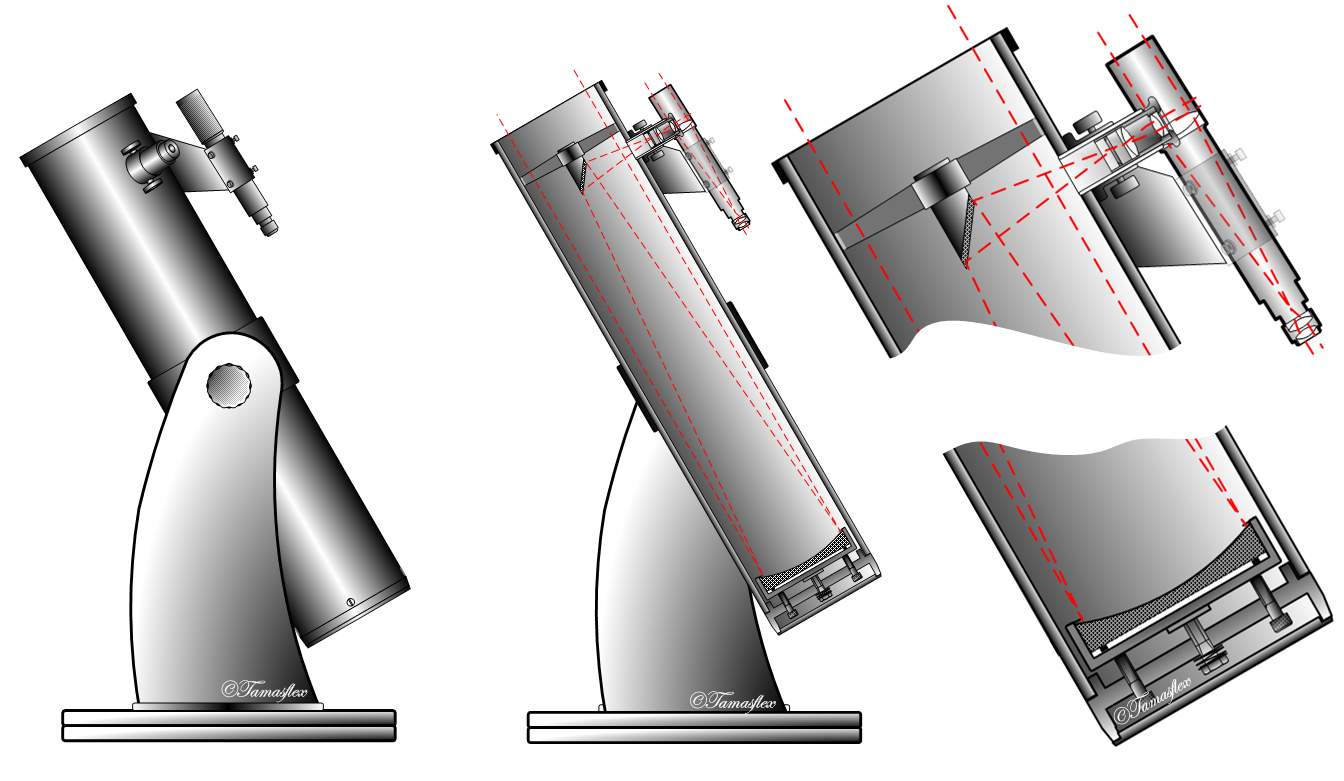
Telescopio Dobson.

El telescopio Dobson es un tipo de telescopio diseñado por el aficionado a la astronomía John Lowry Dobson. El término hace referencia a cualquier telescopio, sea reflector o de Newton, que utiliza una montura altazimutal sencilla, algo que lo hace altamente transportable.
El diseño está pensado para observar objetos tenues, un uso para el que se necesita un objetivo de gran diámetro (lo que equivale a una gran capacidad de absorber luz) con distancia focal relativamente corta, combinado con portabilidad para movilizarse a ubicaciones con contaminación lumínica reducida. Los telescopios Dobson son comúnmente llamados "cañones de luz" en referencia tanto a su gran capacidad de recolección de luz como a su simplicidad. El diseño de este telescopio suele carecer de las características habituales en otros diseños de telescopios de aficionados, como por ejemplo el rastreo mediante montura ecuatorial. Los telescopios Dobson son populares en la comunidad de fabricantes amateurs de telescopios, donde el diseño nació originalmente y sigue evolucionando. También existen fabricantes comerciales de telescopios que venden equipos basados en el diseño de Dobson. El nombre "Dobson" se usa actualmente para designar a un gran número de reflectores newtonianos de gran apertura que utilizan algunas de las características del diseño básico de Dobson, sin importar los materiales de los que están construidos.

## Origen y diseño
Es difícil clasificar al telescopio Dobson como una invención individual. La mayoría, si no todas las características incorporadas en este diseño ya habían sido utilizadas anteriormente en el campo de la fabricación amateur de telescopios. John Dobson, considerado el inventor de este diseño en los años 50, señala que "durante cientos de años se libraron guerras usando cañones sobre monturas 'Dobson'". Dobson señaló las características principales del diseño, como espejos primarios hechos de vidrios de ojos de buey, monturas construidas de contrachapado, tiras de Teflón y otros materiales de bajo costo. Dado que construyó telescopios de este tipo con el fin de ayudarse en su afición a la astronomía callejera educativa, prefería llamar a su diseño "telescopio callejero". Se cree que John Dobson simplemente combinó todas estas innovaciones en un diseño enfocado hacia un objetivo único: construir un telescopio grande, de bajo costo, fácil de fabricar, simple de usar y portátil, hecho únicamente para la observación visual de objetos astronómicos como una forma de llevar la astronomía a las masas.

### Innovaciones en el diseño de Dobson
El diseño de Dobson permite que un constructor con habilidades mínimas fabrique un telescopio muy grande a partir de artículos comunes. Dobson optimizó el diseño para observación visual de objetos tenues como cúmulos estelares, nebulosas, y galaxias (comúnmente llamados objetos del espacio profundo). Estos objetos requieren de un espejo primario de considerable diámetro para recibir una gran cantidad de luz. Dado que esta observación del "espacio profundo" requiere a menudo del desplazamiento a una localización oscura, libre de la contaminación lumínica habitual en los centros urbanos, el diseño facilita estos traslados, al ser compacto, portátil y más robusto que el de los telescopios Newtonianos grandes. Los telescopios de John Dobson combinan numerosas innovaciones para cumplir con estos requerimientos, a saber:
- Espejos delgados: en lugar de los caros discos de Pyrex de los que se fabrican espejos con una relación de espesor estándar de 1:6 (1 cm de grosor cada 6 cm de diámetro) para evitar que se deformen por su propio peso, Dobson usó espejos hechos de sobras de ojos de buey de barcos con una relación de espesor de tan solo 1:16. Dado que este diseño de telescopio tiene una simple montura altazimutal, el espejo solo necesita una célula de apoyo montada en una alfombra resistente que sirve para distribuir de forma uniforme el peso de un espejo delgado.

- Tubos de construcción: Dobson reemplazó los tubos de telescopio tradicionales de aluminio o fibra de vidrio por los tubos de cartón comúnmente utilizados en la industria de la construcción como encofrado de columnas redondas. Sonotubes, la marca líder utilizada por Dobson, es menos cara que los tubos para telescopios comercialmente disponibles en tamaños comparativamente grandes. Los telescopios Dobson están pensados para ser transportados a lugares remotos, y se considera que los Sonotubes son más robustos que los tubos de aluminio o fibra de vidrio, que pueden dañarse o quebrarse en caso de impacto. Los Sonotubes tienen la ventaja adicional de ser térmicamente estables y aislantes eléctricos, lo que minimiza las indeseadas corrientes de convección a lo largo del haz de luz causadas por el manejo del tubo.

- Caja del espejo cuadrada": Dobson usó una caja de contrachapado para alojar la base del tubo y el espejo. Esto permitió usar una superficie plana y rígida para fijar la alfombra de soporte para el espejo de ojo de buey que estaba utilizando, y facilitó la fijación de los bujes de altitud.

- Una simple montura altazimutal: Dobson eligió construir y usar una simple montura altazimutal. Utilizó un diseño al estilo de los cañones de artillería, que consiste en una plataforma plana sobre la que rota una caja ('caja giratoria') con cortes semicirculares en los bordes superiores para los rodamientos de altitud. Todas las partes fueron fabricadas en contrachapado y otros materiales comunes. Para la acción de giro lateral (azimuth) Dobson usó una combinación de bloques de teflón que giraban sobre una superficie recubierta de formica. Para el control de altitud (arriba y abajo), Dobson usó una conexión sanitaria de gran diámetro (las utilizadas para fijar los retretes al piso) que giraba sobre bloques de rodamientos de teflón. Estas conexiones se montaban sobre los cortes semicirculares de la 'caja giratoria'. El uso de teflón en todas las superficies de las piezas móviles y la conexión sanitaria de gran diámetro creó un movimiento suave con una cantidad moderada de fricción, de forma tal que no fue necesario diseñar un mecanismo de bloqueo para prevenir los movimiento no intencionales del telescopio.

El diseño del telescopio Dobson ha evolucionado a lo largo de los años (ver Diseños derivados), pero tanto los telescopios Dobson construidos por aficionados como la mayoría de los Dobson comerciales siguen la mayor parte de los conceptos de diseño listados más arriba.

## Usos

### Ventajas
- Diámetro del objetivo maximizado

- Baja relación entre tamaño del objetivo y masa: la estructura del diseño Dobson medida en volumen y peso es relativamente mínima comparada con la de otros diseños de telescopios para cualquier diámetro. Esta relación asegura que por cada centímetro de diámetro de objetivo, un Dobson pesa menos y ocupa menos espacio que otros tipos de telescopios

### Limitaciones
- Montura no ecuatorial: dado que el telescopio Dobson está optimizado para ser portable, de bajo costo y está diseñado para observación visual, las más costosas y pesadas monturas ecuatoriales motorizadas fueron intencionalmente excluidas del diseño original. En cambio, con una montura altazimutal, el usuario debe mover el telescopio regularmente en ambos ejes para compensar la rotación de la tierra si desea mantener un objeto en el campo de visión. La montura altazimutal tampoco permite el uso de los convencionales fijadores de círculos para facilitar la localización de objetos conocidos utilizando coordenadas.

- Agujero cenital: las monturas altazimutales ofrecen mucha dificultad para apuntar a objetos cerca del cenit, principalmente debido a que es necesario un gran movimiento del eje azimutal para mover el telescopio incluso en pequeños incrementos. Mejoras en los materiales de rodamiento azimutal y diseños optimizados pueden minimizar el problema, pero no eliminarlo. Los telescopios en monturas ecuatoriales sufren de problemas similares cuando observan objetos cercanos a los polos celestiales.

- Problemas de equilibrio: dado que el tubo del telescopio está usualmente fijado a la base solamente mediante los bujes de altitud, la adición o sustracción de equipo y accesorios tales como cámaras, buscadores o inclusive oculares particularmente pesados pueden desequilibrar la montura del telescopio. La única solución simple es agregar contrapesos o modificaciones similares, aunque la mayoría de los telescopios Dobson tienen monturas cuya fricción puede soportar una falta de equilibrio moderada.

## Diseños derivados

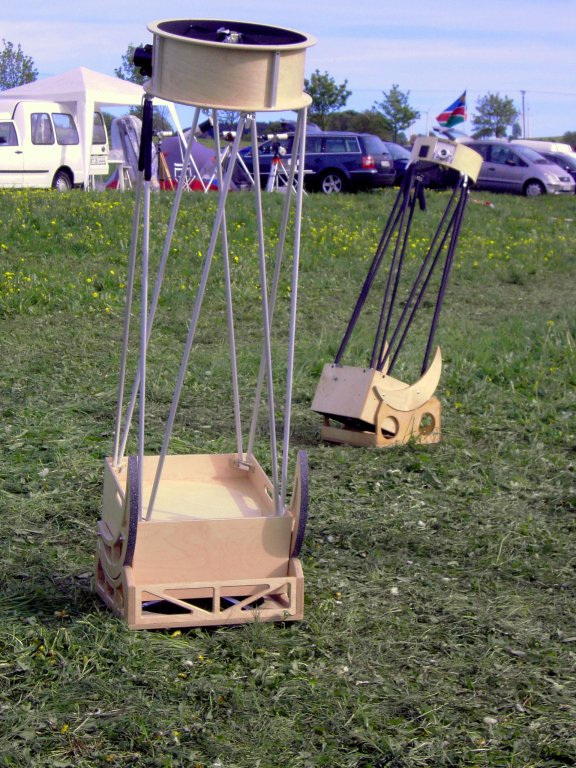
Dos Dobson que combinan un tubo tipo celosía, "caja giratoria" compacta, rodamientos de altitud grandes y un diseño retráctil.

Desde su creación, los fabricantes de telescopios han estado modificando el diseño Dobson para atender a sus necesidades. El diseño original cubría las necesidades y la disponibilidad de materiales de una persona (el propio John Dobson). Otras personas desarrollaron variantes que cubrían sus propias necesidades, habilidades y disponibilidad de piezas. Esto ha llevado a que existan numerosos tipos de diseños Dobson.

### Tubos plegables
Los telescopios Dobson “Clásicos” de mayor tamaño requerían de un vehículo grande para ser transportados. Los diseñadores comenzaron a desarrollar variantes desmontables o plegables que pudieran ser llevadas a diferentes sitios en un Automóvil o un Vehículo deportivo utilitario. Esta innovación permitió que la comunidad de astronomía amateur accediera a aperturas incluso mayores.

#### Tubos de celosía
Muchos diseños combinaron las ventajas de un tubo de celosía y un diseño plegable. El telescopio Dobson plegable de "celosía" apareció en la comunidad de fabricantes amateurs de telescopios a principios de los años 80 y permitió que el tubo óptico, el componente más grande del telescopio, se pudiese desarmar. Como el nombre implica, el "tubo" de este diseño está en realidad compuesto de un "cilindro superior", que contiene el espejo secundario y el ocular, todo sostenido mediante varias barras rígidas, normalmente huecas, sobre la "caja del espejo", que contiene el espejo primario.  Las barras se mantienen en su lugar mediante un mecanismo de montaje rápido que permite que el telescopio sea desarmado rápidamente en partes más pequeñas, de forma que pueda ser transportado en un vehículo u otro medio al sitio de observación.

### Modificaciones a la montura altazimutal (caja giratoria)
El uso de la montura altazimutal en el Dobson ha llevado a la errónea concepción de llamar "Montura Dobson" a cualquier montura altazimutal. El atributo principal de la montura de un Dobson es la configuración de un cañón. Muchos diseños de montura derivadas han mantenido esta forma modificando significativamente los materiales y la configuración.

#### Monturas con “caja giratoria” compacta
Muchos diseños han incrementado aún más la portabilidad del telescopio al reducir el tamaño de la montura altazimutal al punto de una pequeña plataforma giratoria. El control de altitud de estos diseños es un radio del mismo tamaño o incluso más grande que el radio del espejo primario, fijado o integrado al tubo o celosía, lo que reduce más aún el perfil de la montura. La ventaja de este es que el peso total del telescopio se reduce, y el equilibro del telescopio es menos sensible a los cambios en la carga del tubo, desde el uso de oculares más pesados hasta el uso de cámaras fotográficas.

#### Superar las limitaciones de la montura altazimutal
Desde los años 1990s numerosas innovaciones en diseño de monturas y electrónica por parte de fabricantes amateur de telescopios y fabricantes comerciales han permitido a los usuarios superar algunas de las limitaciones del diseño de la montura altazimutal.
- Fijadores de círculos digitales: la invención de fijadores de círculos que utilizan un microprocesador ha permitido que se equipe cualquier telescopio con montura altazimutal con la posibilidad de mostrar las coordenadas a las que está apuntando de forma precisa.

- Plataforma Poncet: el uso de una Plataforma Poncet (una montura ecuatorial de perfil bajo que consiste en una plataforma plana con un punto de rotación polar) debajo de la montura altazimutal ofrece a los usuarios el seguimiento ecuatorial necesario para una observación ininterrumpida e incluso una limitada capacidad de astrofotografía.

## Adaptaciones comerciales

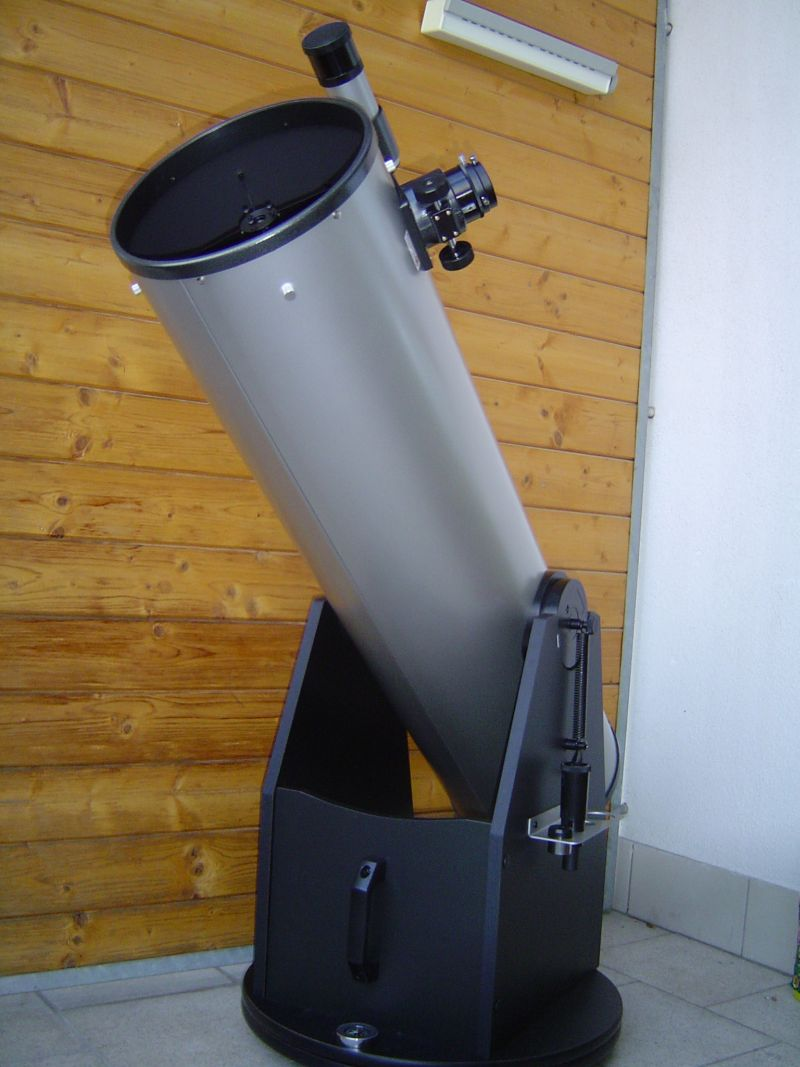
Un telescopio Dobson comercialmente fabricado de 10 pulgadas

El objetivo del diseño Dobson cuando fue originalmente creado en los años 1960 fue el de proveer instrumentos extremadamente simples, duraderos y de gran apertura a un precio muy accesible.
Estos mismos atributos facilitaron su producción masiva. Una de las primeras compañías en ofrecer un Dobson comercialmente fue Coulter Optical (hoy parte de Murnaghan Instruments). Ellos ayudaron a popularizar el diseño mediante los modelos de 8 pulgadas hasta 17.5 pulgadas de apertura entre los años 80 y los 90. Meade Instruments y otros fabricantes comenzaron a introducir sus variaciones de este diseño a finales de los años 90. A pesar de que los fabricantes comenzaron a comercializar sus productos con tubos metálicos y accesorios más sofisticados, estos telescopios siguen siendo muy accesibles. A finales del año 2010 los modelos de 8 pulgadas de apertura se comercializan por menos de US$400 en los Estados Unidos, los Dobson de 10 pulgadas a aproximadamente $500, y los de 12" por menos de $700. Los modelos de tubo en celosía de 16 pulgadas se venden por menos de $2000.
Desde fines de los 1990s, los Dobson en celosía han ganado en popularidad entre los fabricantes. En 1989, el primer Dobson con tubo en celosía fabricado comercialmente bajo la marca Obsession Telescopes fue lanzado. Muchos fabricantes comenzaron entonces a diferenciarse, yendo en dirección opuesta al objetivo original de John Dobson al servir al segmento superior del mercado de observadores más experimentados. Estos telescopios están disponibles con espejos de grosor normal y utilizan materiales de alta calidad como abedul báltico y accesorios de aluminio. Estos diseños también incorporan la montura de "caja giratoria" mencionada anteriormente.
Desde principios de los años 2000 estos Dobson de tubo en celosía se convirtieron en los telescopios comercialmente disponibles de mayor apertura, con tres fabricantes ofreciendo modelos en el rango de 24 a 30 pulgadas (610mm hasta 760mm).  Los modelos de tubo sólido solamente son fabricados hasta aperturas de 18 pulgadas (460mm) debido al tamaño y peso del tubo.  A noviembre del año 2010 Orion Telescopes & Binoculars ofrece el Dobson con tubo en celosía más grande del mercado, con una apertura de 50 pulgadas. Ya que el uso de estos telescopios requiere múltiples operarios y el usuario debe subirse a una escalera para poder observar a través del ocular, su mercado objetivo es limitado. Los telescopios con una apertura de 8 pulgadas hasta 12 pulgadas parecen ser los más populares, ya que ofrecen una gran capacidad de recolección de luz pero pueden ser movidos y operados por una sola persona.

## El efecto del telescopio Dobson en la astronomía amateur
La simplicidad inherente y la gran apertura de este diseño comenzaron a atraer el interés público a partir de los años 70 ya que ofrece la ventaja de un instrumento grande que puede ser llevado a lugares remotos e incluso a una fiesta de estrellas (una reunión de astrónomos amateurs) en el maletero de un automóvil y preparado en minutos. El resultado ha sido la proliferación de grandes telescopios que de lo contrario habrían sido mucho más caros de construir o comprar y muy difíciles de operar de haber utilizado métodos de construcción "tradicional".  Mientras que un telescopio Newtoniano de 8 pulgadas habría sido considerado "grande" hace 30 años, hoy un sistema de 16 pulgadas es común, y los telescopios gigantes de 32 pulgadas no son tan exóticos.
En combinación con otras mejoras tales como los filtros de banda estrecha o los oculares de mejor calidad, las grandes aperturas que ofrecen los Dobson han incrementado dramáticamente la profundidad a la que un astrónomo amateur puede observar el universo.  Mientras que el astrónomo amateur de los años 1970s y 1980s típicamente no exploraba más allá de los objetos Messier y los objetos más brillantes del Nuevo Catálogo General, al astrónomo amateur de hoy en día puede observar rutinariamente objetos del Catálogo Índice, del Catálogo Abell, del Catálogo Minkowski y otros catálogos de objetos del cielo profundo alguna vez considerados como del dominio exclusivo de astrónomos profesionales, gracias en parte al diseño del telescopio Dobson.
- Datos: Q1430326
- Multimedia: Dobsonian telescopes / Q1430326